# Carlos Andrés Sánchez
Carlos Andrés Sánchez Arcosa (født 2. december 1984 i Montevideo, Uruguay), er en uruguayansk fodboldspiller (offensiv midtbane), der spiller for CF Monterrey i den mexicanske Liga MX.

## Klubkarriere
Sánchez startede sin karriere i hjemlandet hos Liverpool Montevideo, og skiftede i 2009 til argentinsk fodbold, hvor han blev tilknyttet Godoy Cruz. Efter gode præstationer for klubben skiftede han i 2011 til Buenos Aires-storklubben River Plate.
De følgende fire år var Sánchez på kontrakt hos River, og han nåede at spille 100 Primera División-kampe for klubben. Herefter skiftede han til den mexicanske Liga MX-klub CF Monterrey.

## Landshold
Sánchez har (pr. juni 2018) spillet 34 kampe og scoret ét mål for Uruguays landshold. Han fik sin debut for holdet 13. november 2014 i en venskabskamp mod Costa Rica. Han har siden da repræsenteret sit land ved flere udgaver af de sydamerikanske mesterskaber Copa América.